# Calligonum platyacanthum
Calligonum platyacanthum är en slideväxtart som beskrevs av Borszcz. Aralo-casp.. Calligonum platyacanthum ingår i släktet Calligonum och familjen slideväxter. Inga underarter finns listade i Catalogue of Life.